# .my
.my es el dominio de nivel superior geográfico (ccTLD) para Malasia.